# Typocerus badius
Typocerus badius là một loài bọ cánh cứng trong họ Cerambycidae.